# گل ظهر
گل ظهر (نام علمی: Disphyma) سردهای از تیره علف‌فرشیان است. این سرده تنها یک گونه دارد که آن هم گل ظهر (Disphyma crassifolium) نام دارد و شامل دو زیرگونه است:
- D. crassifolium subsp. crassifolium
- D. crassifolium subsp. clavellatum